# Тимонија
Тимонија (грч. Θυμωνιά) је насељено место на острву  Тасос у периферији Источна Македонија и Тракија, Грчка. Према попису из 2021. године било је 5 становника.
Насеље је подигнуто након Другог светског рата и први пут се помиње на попису из 1951. године са 62 становника. Мештани су пореклом из села Теологос.